# Керъл Бобко
Керъл Джоузеф „Бо“ Бобко (на английски: Karol Joseph „Bo“ Bobko) е полковник от USAF и астронавт на НАСА, участник в три космически полета.

## Образование
К. Бобко е завършил Бруклинското висше техническо училище в Ню Йорк. През 1959 г. завършва Военновъздушната академия на САЩ, Колорадо Спрингс, Колорадо с бакалавърска степен по аерокосмическо инженерство. Магистър по същата специалност става в Университета на Южна Калифорния през 1970 г.

## Военна кариера
През 1960 г. Керъл Бобко постъпва в USAF. От 1961 до 1965 г. е боен пилот в 523-та и 336-а бойни ескадрили базирани в Ню Мексико и Северна Каролина. Лети на реактивен изтребител F-105. През 1966 г. е включен в научноизследователската космическа програма Пилотирана орбитална лаборатория. След нейното преждевременно прекратяване е избран за астронавт от НАСА на 14 август 1969 г., Астронавтска група №7. В летателната си кариера има повече от 6000 полетни часа на реактивни самолети.

## Служба в НАСА
След успешното завършване на общия курс по обучение, Керъл Бобко е включен в Skylab Medical Experiment Altitude Test (SMEAT) – 56 дневна симулация на мисията Скайлаб, по време на която за отработени процедурите и е изпитана екипировката за бъдещите полети до космическата станция. През 1975 г. получава първото си назначение като CAPCOM офицер по време на експерименталния полет Аполо-Союз. След това започва курс на обучение по новата програма Спейс шатъл. Включен е в поддържащия екипаж на космическата совалка Ентърпрайз по време на тестовата програма ALT през 1977 г. Участник е в три космически полета.

### Космически полети
| Космически полети на Керъл Джоузеф Бобко                         | Космически полети на Керъл Джоузеф Бобко | Космически полети на Керъл Джоузеф Бобко | Космически полети на Керъл Джоузеф Бобко | Космически полети на Керъл Джоузеф Бобко | Космически полети на Керъл Джоузеф Бобко | Космически полети на Керъл Джоузеф Бобко |
| №                                                                | Дата                                     | КК                                       | Емблема на мисията                       | Функции                                  | Продължителност                          |                                          |
| ---------------------------------------------------------------- | ---------------------------------------- | ---------------------------------------- | ---------------------------------------- | ---------------------------------------- | ---------------------------------------- | ---------------------------------------- |
| 1                                                                | 4 април 1983                             | „Чалънджър“, STS-6                       |                                          | Пилот                                    | 5 денонощия 00 часа 23 мин. 42 сек.      |                                          |
| 2                                                                | 12 април 1985                            | „Дискавъри“, STS-51D                     |                                          | Командир                                 | 6 денонощия 23 часа 55 мин. 23 сек.      |                                          |
| 3                                                                | 3 октомври 1985                          | „Атлантис“, STS-51J                      |                                          | Командир                                 | 4 денонощия 01 час 44 мин. 38 сек.       |                                          |
| Сумарно време в космоса – 16 денонощия 02 часа 03 минути 42 сек. |                                          |                                          |                                          |                                          |                                          |                                          |

## След НАСА
К. Бобко напуска НАСА през 1988 г. и започва работа като консултант, а по-късно и вицепрезидент на голяма фирма, която развива дейност в областта на аерокосмическите изследвания със седалище в Хюстън, Тексас.

## Награди
- Медал за отлична служба;
- Легион за заслуги;
- Летателен кръст за заслуги;
- Медал за похвална служба;
- Медал за похвала (2);
- Медал на НАСА за изключителни заслуги (2);
- Медал на НАСА за участие в космически полет (3).

На 7 май 2011 г. К. Бобко е приет в Аерокосмическата зала на славата.